# シマノ・A050
A050は、株式会社シマノが開発、販売しているロードバイク向けコンポーネントである。シマノ 2200より下位グレードであり、型番には、A050が付与される。
2013年モデルより、後継機種としてA070が販売される。

## 概要
シマノのロードバイク向け製品群では、最低価格となるコンポーネントである。主に5万円以下の低価格なコンフォートモデル、クロスバイクや子供向け自転車に用いられている。完成車メーカー向けに供給され、パーツセットとしての一般販売は行われていない。
このグレードでは、低価格化のため、上位のロード向けコンポーネントで採用されている、ブレーキレバーとシフトレバーを一体化したデュアルコントロールレバーは採用されない。ギアシフトはハンドルバーに取り付けるレバーか、ダウンチューブに取り付けるレバー（いわゆるWレバー）で行う。リアディレーラは7速、フロントディレーラはダブル（2速）対応のみである。また、クランクギアはダブルのみである。
なお、A050グレードのパーツとして供給されるのは、前後のディレーラ、シフトレバー2種、クランクのみであり、他に必要なパーツは、シマノ2200シリーズのものなどを併用する。